# 长辛店火神庙
长辛店火神庙，位于北京市丰台区长辛店街道长辛店大街196号，是一座道教宫观。2013年作为“警察局驻地旧址”被列为第七批全国重点文物保护单位。

## 历史
火神庙位于长辛店大街，始建年代无考，现存建筑约建于明朝。该庙在中华人民共和国成立前香火很盛，每年腊月后农历一、四、七、九日的集市，出售鞭炮的商贩非常多，信众来庙烧香祈祷火德真君保佑免遭火灾，平安如意。集市活动中，还有各种民间团体的舞狮、杂技、高跷、跑旱船、太平鼓、抬花轿、抖空竹、少林会等表演。
二七大罢工时，火神庙是宛平县长辛店警察局驻地，军警在这里镇压罢工工人。当时担任工人纠察队队长的葛树贵，领导罢工工人在这里和军警对峙。军警开枪，葛树贵头部中弹倒在工友杨松林的怀里，杨松林等人将葛树贵抬到刘铁铺时，葛树贵已死去。1960年代初，《人民画报》曾载文，采访二七大罢工亲历者杨松林，并请杨松林与孙子孙女在桃树下合影。
2013年，火神庙以“警察局驻地旧址”之名，作为长辛店“二七”大罢工旧址中的一项，被列为第七批全国重点文物保护单位。

## 建筑
火神庙坐东朝西，现存山门三间，天王殿三间。建筑形式属明末清初风格。
- 山门：面阔三间，三个砖砌仿木结构的拱券门，封护檐，歇山调大脊，筒瓦顶。门额刻着“敕建延祚善庆宫”石匾，四周雕二龙戏珠。
- 天王殿：面阔三间，一斗两升带麻叶头斗拱，明间六攒，次间四攒。[3]